# Clorură de cobalt
Clorura de cobalt este o sare a cobaltului cu acidul clorhidric cu formula chimică CoCl2. Formează un compus de adiție clorură de cobalt hexahidratată cu apa care este inclusă în rețeaua cristalină, cu formula chimică CoCl2·6H2O. Este unul dintre cei mai comuni compuși ai cobaltului folosiți în laborator.

## Proprietăți

### Culori
Culoarea clorurii de cobalt diferă de la forma hidratată sau la forma anhidră;
Forma hidratată, sau clorura de cobalt hexahidratată (CoCl2·6H2O), are culoarea violetă închisă, asemănătoare vișiniului.
În schimb, forma anhidră, fără niciun pic de apă în compoziția sa, este de culoarea cerului albastru, anume albastru deschis.

### Proprietăți fizico-chimice
Într-o flacără, culoarea clorurii de cobalt se schimbă în albastru-verzui.
În plus, sarea anhidră a acestuia este foarte higroscopică (atrage apa atmosferică):
{\displaystyle \mathrm {CoCl_{2}+6\ H_{2}O\longrightarrow CoCl_{2}\cdot 6\ H_{2}O} }
Soluțiile apoase concentrate sunt roșii la temperatura camerei, dar devin albastre când sunt încălzite, iar clorura de cobalt se dizolvă ușor în alcool.

## Utilizare
Datorită simplității de schimbare între forma hidratată și cea anhidră, clorura de cobalt este folosită ca indicatori pentru desicanți (produși ce atrag apa, ca de exemplu, silica gelul).

## Alte utilizări
- Cerneala invizibilă